# Constance Tipper
Constance Tipper, (née Constance Fligg Elam, le 16 février 1894 à New Barnet en Angleterre et morte le 14 décembre 1995 à Penrith en Angleterre), est une métallurgiste et cristallographe anglaise. Elle a étudié la rupture fragile des métaux utilisés dans la construction de navires de guerre, et a été la première femme à temps plein membre du corps professoral du département d'ingénierie de l'Université de Cambridge.

## Jeunesse et carrière
Constance Fligg Elam née à New Barnet, Hertfordshire, est la fille du chirurgien William Henry Elam et de Lydia Coombes. Elle fait ses études à l'école Saint Felix de Southwold avant d'étudier l'ingénierie au Newnham College de Cambridge  de 1912 à 1915. En 1915, elle rejoint le Département de métallurgie du Laboratoire national de physique à Teddington, puis en 1916 la Royal School of Mines de Kensington, à l'ouest de Londres. En 1917 elle y est nommée assistante de recherche de Sir Harold Carpenter et, en 1921, élue la Frecheville Research Fellowship , également en 1917, elle est élue membre de l'Institute of Materials  Il a ensuite été convenu qu'elle travaillerait au Cavendish Laboratory, Cambridge. En 1924 the Worshipful Company of Armourers and Braziers de Londres lui décerne une bourse de recherche en métallurgie. Elle a été la première récipiendaire de ce prix.
En 1928, Constance Elam épouse George Tipper, diplômé du Clare College de Cambridge et  surintendant des études géologiques en Inde. Lorsqu'elle quitte la Royal School of Mines en 1929, en tant que docteur es sciences, elle s'installe à Cambridge et y poursuit son travail pendant plus de 30 ans. Tipper est nommée chargé de cours au Département de génie à partir de 1939; c'est l'une des premières femmes à enseigner à l'université.
En 1949, Constance Tipper est nommée maître de conférences à l'Université de Cambridge, devenant la seule femme à plein temps à la Faculté d'ingénierie. Elle restera à Cambridge jusqu'à sa retraite en 1960. Après sa retraite, Constance Tipper continuera à travailler comme consultante dans le nord-ouest de l'Angleterre, conseillant dans le domaine de la métallurgie en construction de sous-marins. Son 100e anniversaire en 1994 a été célébré par le Newnham College avec la plantation du Tipper Tree, un châtaignier européen.

## Recherche
Constance Tipper s'est spécialisée dans l'étude de la résistance des métaux en ingénierie. Pendant la Seconde Guerre mondiale, elle travaille sur les causes de rupture sur les Liberty Ships. Construits aux États-Unis entre 1941 et 1945, ces navires ont été les premiers cargos préfabriqués entièrement soudés. Tipper a établi que les fractures n'étaient pas causées par le soudage, mais étaient dues aux propriétés de l'acier lui-même. Elle a démontré qu'il existe une température critique en dessous de laquelle le mode de rupture de l'acier passe de ductile à fragile . Parce que les navires de l'Atlantique Nord étaient soumis à de basses températures, ils étaient sensibles à la rupture fragile. Bien que ces fissures de fatigue ne se propagent pas au-delà des bords des plaques d'acier rivetées, elles ont pu se propager à travers les joints soudés des navires Liberty. Elle a développé ce qui est maintenant connu sous le nom de « test de Tipper », qui permet de garantir que le métal utilisé dans la construction navale est suffisamment solide.
Elle est la première personne à utiliser un microscope électronique à balayage (SEM) pour examiner les faces de fractures métalliques. Elle a utilisé un microscope électronique à balayage construit par Charles Oatley et son équipe, le deuxième SEM jamais construit. Le Dr Tipper a reçu le prix Thomas Lowe Gray, conjointement avec le professeur John Baker, pour l'article intitulé « The value of the Notch Tensile Test », lu devant l'Institution of Mechanical Engineers en octobre 1955.
L'International Congress on Fracture décerne la médaille d'argent Constance Tipper à des scientifiques et ingénieurs en milieu de carrière qui apportent une contribution significative à tous les aspects de la recherche dans le domaine de la fracture.

## Prix et distinctions
- Médaille Bakerian de la Royal Society, 1923
- Médaille et prix Beilby, 1933
- Bourse de recherche Leverhulme Trust, 1936